# 北京奥神职业篮球俱乐部
北京奥神职业篮球俱乐部是一支已解散的篮球俱乐部，曾在中国男子篮球职业联赛作战，后在美国篮球协会（ABA联盟）打球，主场设在新加坡，为中国第一支私有的职业篮球俱乐部。球队和现在参加中国职业篮球联赛的北京鸭队不是同一支俱乐部。球队因老板李苏去世而在2013年解散。
在2003-04赛季，球队在CBA联赛常规赛中取得了12支球队中的第七名，在随后的季后赛中首轮被江苏龙队所淘汰，球队没有参加2004-05赛季的联赛，而在2005-06赛季开赛前和中国篮协协议破裂也没能重返中国职业篮球联赛。
北京奥神在2005-06赛季加盟了全新的美国篮球协会联盟，属于联盟红区中的Spencer Haywood分区。在他们的首个赛季中将主场从原来的北京迁到了美国加利福尼亚州的梅坞德球馆，在他们的第二个赛季球队的主场将设在美国阿苏撒太平洋大学内的Felix Events中心，这个中心之前是已经撤出ABA联盟的南加州传奇队的主场，球队随后迁往加州千橡市，最终将总部迁到了新加坡。
在2009-10赛季北京奥神參加成都國際籃球邀請賽，賽事邀請18支美國、歐洲、亞洲職業籃球隊各2場比賽，最後兩場對戰NBA傳奇明星隊，獲得32勝2負。

## 历史
在1999-00和2000-01两个赛季球队隊名叫做前卫奥神；这支球队是代表合并了的前卫万燕和现在的北京奥神队，前卫奥神是两队称呼之综合。在此之后球队再次使用北京奥神作为球队的名字。
前卫篮球队拥有很长的历史，球队创建于1950年代再过的一些年中取得过不错的成绩，球队是1995年中国职业篮球联赛启始年的创始球队之一，但是在第一个赛季中球队排在12支球队的最末位从而降级到当时的第二级联赛甲B联赛中。与此同时最初的北京奥盛队与1997年建队，1998年取得了甲B联赛冠军得到了升班的资格，在球队代表中国出战亚洲俱乐部锦标赛取得冠军之后将队名改为了现在的奥神。

### 升入中国篮球顶级联赛
升班马北京奥神队1998-99赛季第一次出现在中国篮球最高等级的联赛中。球队的主力球员包括马健等球星，并且史无前例的聘用了女教练李昕，但是她只执教了5场比赛就被原NBA洛杉矶湖人队教练组成员Mike McGee所取代，Mike McGee也成为中国职业篮球联赛的第一位洋教练。奥神队最终在半决赛中输给了八一火箭队，取得了那一赛季的第四名。
之后的一个赛季，球队合并了前卫，但球队只是艰难的取得了联赛第六名，在2000-01中球队遇到了成多的困难，当家球星马健在赛季中段离开，球队最终只获得联赛第七名。至此球队还没有能够达到其首个赛季所达到的程度。

### 2004-05赛季 暂令禁赛
2004年4月17日，因为球队拒绝放行孙悦参加国家队20岁以下青年队，北京奥神被中国篮协取消一年的联赛资格。2004年4月25日联赛宣布由2004年中国篮球联赛的冠军取代原先北京奥神的位置参加中国职业篮球联赛，这支球队就是现在的云南奔牛队。
在中国篮协的禁赛令下，奥神到台湾和超级篮球联赛的七支球队进行了7场巡回比赛，结果横扫所有七支球队。

### 2005-06赛季 加盟ABA
原先奥神打算在2005-06赛季重返中国职业篮球联赛，使得联赛球队从14支扩充到16支，但是谈判协定破裂最终导致了北京奥神加盟了美国篮球协会（American Basketball Association）联赛，而这年的中国职业篮球联赛也只有15支球队参赛。，球队参加美国ABA联盟的第一年就闯入了联盟的季後赛16强，在16进8的淘汰赛中球队输给了后来闯入决赛的南加州传奇队。

## 著名球员
- 马健 – 中国球员参加NCAA第一人，中国球员留美先锋。
- 孙悦 – 曾经随洛杉矶湖人获得2008-09 NBA赛季总冠军
- 張松濤 – 强壮的7英尺高的中锋，是中国国家队非常有潜力的姚明替补。
- 黄海贝 – 2006年入选ABA联盟全明星阵容。
- 保罗·舍利 – 前俄亥俄州和NBA球员，同时也是ESPN专栏作家。